# Bahnhof Lusaka
Der Bahnhof Lusaka ist der Bahnhof der sambischen Großstadt Lusaka und einer am stärkstfrequentierten Bahnhöfe des Landes.

## Lage und Service
Der Bahnhof befindet sich im Zentrum von Lusaka nahe der Cairo Road sowie der Lusaka–Livingstone Road.
Es bestehen Verbindungen auf den Strecken Lusaka–Ndola–Kabwe–Kitwe sowie Lusaka–Choma–Livingstone, ebenso hat die tansanische Tazara-Linie hier ihren Endpunkt der Strecke Dar es Salaam–Mbeya–Lusaka.
- Zahlreiche städtische und regionale Buslinien verkehren am Bahnhof.
- Das Fernbusterminal befindet sich in naher Umgebung.
- Der Flughafen Lusaka ist per Stadtbus erreichbar.

Der Bahnhof ist 24 Stunden geöffnet und mit Service-, Reinigungs- und Sicherheitspersonal besetzt. Tagsüber sind Fahrkartenschalter geöffnet. Es befinden sich einige gastronomische Betriebe im und um den Bahnhof sowie Geschäfte des Einzelhandels.
Der Bahnhof ist nicht komplett barrierefrei.